# Michail Michailowitsch Lawrentjew

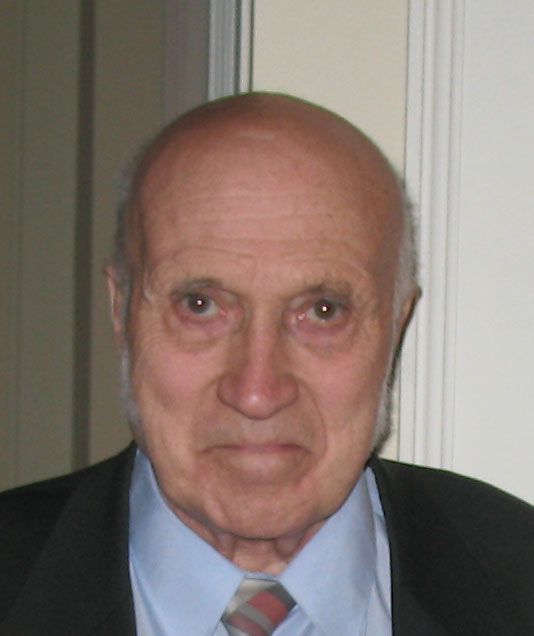
2007

Michail Michailowitsch Lawrentjew (russisch Михаи́л Миха́йлович Лавре́нтьев; * 21. Juli 1932 in Moskau; † 16. Juli 2010 in Nowosibirsk) war ein russischer Mathematiker auf dem Gebiet der Mathematischen Physik.

## Leben
Lawrentjew war der Sohn des Mathematikers und Physikers Michail Alexejewitsch Lawrentjew. Bis 1955 absolvierte er sein Studium an der Fakultät für Mathematik und Mechanik an der Moskauer Lomonossow-Universität. Danach war er Aspirant dieser Fakultät, ehe er ab 1957 in die Forschungsstadt Akademgorodok bei Nowosibirsk wechselte. Am 26. November 1968 wurde er korrespondierendes Mitglied der Akademie der Wissenschaften der UdSSR (AdW) und war ab 29. Dezember 1981 dort „Akademiker“.
Die wissenschaftliche Tätigkeit Lawrentjews ist eng mit der Geschichte der sibirischen Regionalabteilung der Akademie der Wissenschaften verbunden. Er zählte zu den ersten Mitarbeitern des mathematischen Institutes, in welchem er vom wissenschaftlichen Mitarbeiter bis zum Institutsleiter aufstieg. Im Laufe der Jahre hatte er grundlegenden und bedeutenden Anteil an der Lösung mathematischer Probleme der Geophysik am Rechenzentrum der sibirischen Regionalabteilung der Akademie der Wissenschaften der UdSSR. Er leitete mehrere Lehrstühle für mathematische Methoden der Geophysik und der Funktionentheorie und war von 1979 bis 1985 Dekan der Fakultät für Mathematik und Mechanik der Staatlichen Universität Nowosibirsk (NGU). Als Wissenschaftler von Weltruf begründete er die größte wissenschaftliche Schule für regressive Prozesse und inkorrekt gestellte Probleme, welche weltweite Anerkennung erlangte.  Von 1986 bis 2002 war er Direktor des Mathematischen Instituts „S.L. Sobolew“ in Nowosibirsk, das zur sibirischen Regionalabteilung der Russischen AdW gehört.
Er befasste sich mit Inversen Problemen und schlecht gestellten Problemen bei partiellen Differentialgleichungen in mehreren Dimensionen (mit Anwendung auf Computertomographie und Geophysik).

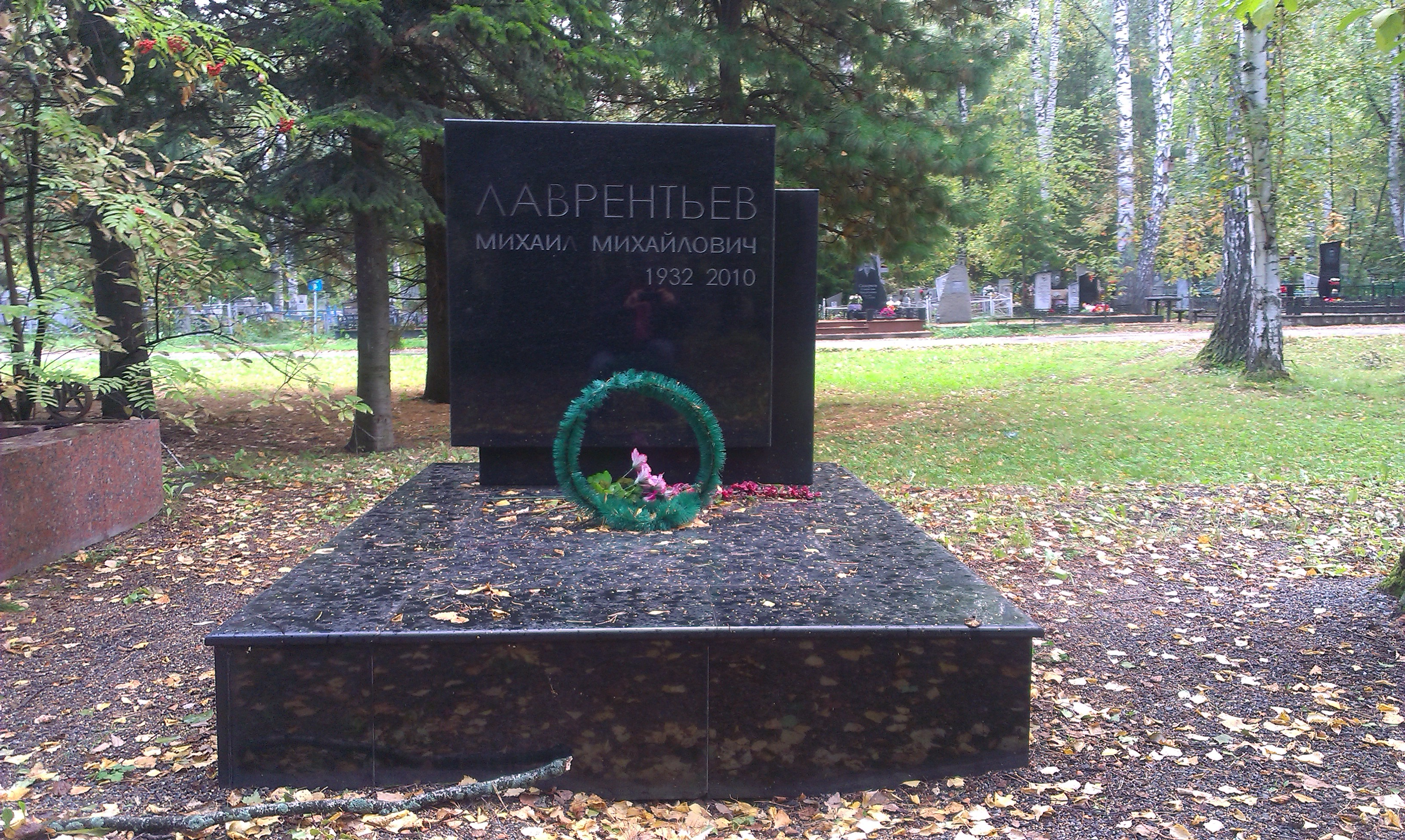
Grab von Michail Michailowitsch Lawrentjew in Nowosibirsk

Er starb im 78. Lebensjahr nach langer schwerer Krankheit.

## Ehrungen
M. M. Lawrentjew galt als bedeutender Förderer der Wissenschaften in Sibirien. Er war Träger hoher sowjetischer und russischer Auszeichnungen
- Leninpreis 1962
- Staatspreis der UdSSR 1987
- Orden der Oktoberrevolution
- Orden des Roten Banners der Arbeit (zweifach)
- Verdienstorden für das Vaterland 4. Stufe (1999)
- Orden der Ehre (орден Почёта, 2007)

M. M. Lawrentjew erhielt ferner den nach seinem Vater benannten Preis der Russischen Akademie der Wissenschaften für seinen Werkzyklus «Entwicklung neuer mathematischer Methoden in Bezug zur Mechanik» (2003).

## Schriften
- Some Improperly Posed Problems of Mathematical Physics, Springer Tracts in Natural Philosophy 11, Springer 1967
- mit Vladimir G. Romanov, Vjaceslav G. Vasiliev: Multidimensional inverse problems for differential equations, Springer 1970
- mit S. M. Zerkal, O. E. Trofimov: Computer modelling in tomography and ill posed problems, Utrecht u. a.: VSP 2001